# Pachnobia magdanensis
Pachnobia magdanensis là một loài bướm đêm trong họ Noctuidae.